# Рунге, Борис Васильевич
Борис Васильевич Ру́нге (7 августа 1925, Москва — 22 ноября 1990, там же) — советский актёр театра и кино, телеведущий; народный артист РСФСР (1985), заслуженный деятель культуры Польши (1976). Участник Великой Отечественной войны.

## Биография
В 1936 году одиннадцатилетний Борис вместе со своим товарищем попал на отбор актёров для фильма «Белеет парус одинокий» и после прослушивания был утверждён на роль Пети Бачея. Будучи школьником, Рунге снялся ещё в нескольких фильмах.
Борис Рунге участвовал в Великой Отечественной войне, в действующей армии с февраля по май 1945 года, командир взвода химзащиты, с фронта вернулся в звании лейтенанта.
В 1947 году поступил в ГИТИС. По окончании Института, в 1951 году, пришёл в труппу Московского театра сатиры, в нём он проработал до конца своих дней.
Был одним из первых ведущих телепередачи «Спокойной ночи, малыши!», где исполнял роль Дедушки Так-Така. Именно он пел в конце песню «Спят усталые игрушки».
После появления Кабачка «13 стульев», где образом актёра стал пан Профессор, Борис Рунге создал эстрадный дуэт с О. А. Аросевой.
С конца 1960-х годов страдал язвой желудка. Умер 22 ноября 1990 года после приступа язвенной болезни. Похоронен в Москве на Ваганьковском кладбище (34 уч.).

## Семья
Женат не был. Детей не имел. Близко дружил с Ольгой Аросевой. В последние годы жил на даче у актрисы.

### Почётные звания
- Заслуженный артист РСФСР (1 августа 1967)
- Заслуженный деятель культуры Польши (1976)
- Народный артист РСФСР (9.12.1985)
- Орден Отечественной войны II степени (6.4.1985)

## Творчество

### Роли в театре
- 1948 — «Вас вызывает Таймыр» К. Ф. Исаева и А. А. Галича — Цыган, Человек в халате
- 1950 — «Свадьба с приданым» Н. М. Дьяконова— Колхозник
- 1951 — «Женихи» А. Токаева, В. В. Шкваркина— Дзыбыла, мальчик
- 1952 — «Потерянное письмо» И. Л. Караджале, Реж.: Валентин Плучек — изобретатель-горожанин
- 1952 — «Пролитая чаша» А. П. Глобы, Ван Ши-Фу— Монах
- 1953 — «Где эта улица, где этот дом?» В. А. Дыховичного, М. Р. Слободского, постановка Э. Б. Краснянского — ведущий
- 1954 — «Свадебное путешествие» В. А. Дыховичного и М. Р. Слободского, Реж.: О. П. Солюс — Костик (Константин Аркадьевич Котов)
- 1955 — «Клоп» В. В. Маяковского, Постановка: Валентина Плучека и Сергея Юткевича — Директор зоосада
- 1955 — «Поцелуй феи» З. Е. Гердта, М. Львовского. Режиссёр: Эммануил Краснянский — Сергей
- 1957 — «Квадратура круга» В. П. Катаева, Постановка: Г. В. Зелинский — Абрам
- 1959 — «Волшебные кольца Альманзора» Т. Г. Габбе, Реж.: О. П. Солюс — Флюгерио, министр двора
- 1960 — «Двенадцать стульев» И. Ильфа и Е. Петрова. Режиссёры: Эраст Гарин и Хеся Локшина — Варфоломей Коробейников и Никифор Ляпис-Трубецкой, поэт-халтурщик
- 1961 — «4-й позвонок» Мартти Ларни, Постановка: Д. В. Тункель — Джерри Финн
- 1963 — «Гурий Львович Синичкин» В. Дыховичного и М. Слободского, Реж.: Д. В. Тункель — Синичкин
- 1964 — «Женский монастырь» В. А. Дыховичного и М. Слоболского (Киноспектакль) — Малахов, Спиридон
- 1966 — «Дон Жуан, или Любовь к геометрии» Макса Фриша, Реж.: Валентин Плучек — дон Тенорио
- 1966 — «Старая дева» И. В. Штока — Чурин
- 1967 — «Интервенция» Л. Славина; режиссёр В. Н. Плучек —
- 1967 — «Баня» В. В. Маяковского— Велосипедкин
- 1969 — «Безумный день, или Женитьба Фигаро» П. Бомарше; Реж.: Валентин Плучек — Бартоло
- 1971 — «Обыкновенное чудо» Е. Л. Шварца, Реж.: Валентин Плучек, М. И. Микаэлян — Охотник
- 1971 — «Темп-1929» по произведениям Н. Погодина; режиссёр М. Захаров — пожилой
- 1970 — «Затюканный апостол» А. Е. Макаенка, Реж.: Е. В. Радомысленский — Дед
- 1972 — «Мамаша Кураж и её дети» Б. Брехта, Реж.: Марк Захаров — Писарь
- 1973 — «Пеппи Длинный чулок» Астрид Линдгрен, Реж.: М. Микаэлян — Полицейский
- 1976 — «Горе от ума» А. С. Грибоедова — князь Тугоуховский
- 1977 — «Бег» М. А. Булгакова; Реж.: В. Н. Плучек — Грек-донжуан
- 1979 — «Её превосходительство» С. И. Алёшина, постановка А. А. Ширвиндта — Дуайен
- 1982 — «Концерт для театра с оркестром» Григория Горина и Александра Ширвиндта Реж.: Александр Ширвиндт
- 1985 — «Родненькие мои» А. Смирнова, Реж.: Валентин Плучек — Сосед
- 1985 — «Молчи, грусть, молчи…» А. Ширвиндта, Реж.: А. Ширвиндт
- 1988 — «Страсти Черноморья» Фазиля Искандера, Реж.: Александр Ширвиндт — Крестьянин

### Роли в кино
- 1937 — Белеет парус одинокий — Петя Бачей
- 1940 — Личное дело — Лёва Прокушев
- 1942 — Боевой киносборник № 9 — Маяк — Мальчишка-рыбачок
- 1942 — Как закалялась сталь — Серёжка Брузжак
- 1942 — Партизаны в степях Украины — Сашко
- 1947 — Новый дом — Минька, младший сын Вешняка
- 1947 — Сельская учительница — Цыганков
- 1952 — Степные зори — Гриша
- 1952 — Свадьба с приданым — Мишка
- 1966 — Берегись автомобиля — опаздывающий на вокзал человек с чемоданами
- 1969 — Цветы запоздалые — служитель банка
- 1970 — Взрыв замедленного действия
- 1971 — Старики-разбойники — директор обувного магазина
- 1971 — Большой янтарь — Антон Бук, представитель Дома культуры
- 1972 — Фитиль № 117 «Нокаут» — жилец
- 1973 — Невероятные приключения итальянцев в России — работник проката автомобилей
- 1974 — Рассказы о Кешке и его друзьях — жених
- 1990 — Ералаш № 78 «Книголюб» — дедушка

### Роли на телевидении
- 1966 — 1980 — Кабачок «13 стульев» — пан Профессор
- 1970 — Спокойной ночи, малыши! — дедушка Так-Так
- 1986 — Золотая рыбка — камео / пан Доктор

### Озвучивание мультфильмов
- 1963 — Баранкин, будь человеком! — Муравей
- 1967 — Кузнец-колдун — Палач
- 1967 — Песенка мышонка — Ёжик
- 1967 — Ну и Рыжик — Пудель
- 1968 — Белая шкурка — мышь-усач
- 1968 — Волшебник Изумрудного города (телеспектакль) — Страшила
- 1968 — Кот, который гулял сам по себе — Кот
- 1971 — Лошарик — Жонглёр
- 1974 — Мешок яблок — Ёжик
- 1976 — Все непонятливые — Грузовик
- 1976 — Как Алдар-Косе перехитрил тигра — Алдар-Косе
- 1977 — Лоскутик и Облако — Повар
- 1977 — Ходжа Насреддин — Ходжа Насреддин
- 1977 — Чемпион в лесу — папа зайца
- 1980 — Первый автограф — Бобёр
- 1980 — Странный зверь
- 1981 — Сказка про Комара Комаровича — Комар
- 1983 — Пингвинёнок — собака / олень
- 1984 — Не хочу и не буду! — Петух
- 1984 — Кубик и Тобик — Котёнок
- 1984 — Муфта, Полботинка и Моховая Борода — Муфта
- 1984 — Фитиль № 269 (сюжет «Очевидное-невероятное») — профессор
- 1985 — Из дневников Ийона Тихого. Путешествие на Интеропию — Профессор Тарантога
- 1985 — Миссис Уксус и мистер Уксус — Мистер Уксус
- 1986 — Как дед за дождём ходил — Дед
- 1987 — Муфта, Полботинка и Моховая Борода (фильм второй) — Муфта
- 1988 — Фунтик в цирке — Дурилло
- 1988 — Ловушка для кошек — профессор Фушимыши
- 1989 — Копилка
- 1989 — Яблоня
- 1990 — Свободный тиран
- 1990 — Спутник икры
- 1991 — Гостья — Старик